# Gianni Ferrio

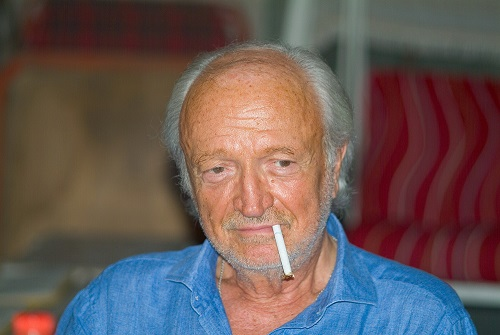
Gianni Ferrio (2004)

Giovanni Achille Ferrio (* 16. November 1924 in Vicenza; † 21. Oktober 2013) war ein italienischer Filmkomponist, Arrangeur und Orchesterleiter.

## Leben
Nach einem abgebrochenen Medizin- und seinem Musikstudium arbeitete Ferrio zunächst mit Sängern wie Teddy Reno und schrieb Lieder und Schlager sowie für Radiosendungen, bis er ab 1958 als Komponist von etwa 120 Filmmusiken bekannt wurde. Sein Stil war vom Einsatz von E-Gitarre, Schlagzeug und leichten Blasinstrumenten geprägt. Häufig bei Filmen mit Giuliano Gemma engagiert, war er eine der ersten Adressen für Italowestern; später war er oft für Sexy Comedies tätig.
Auch für das Fernsehen arbeitete Ferrio häufig. Eine seiner letzten Arbeiten war der Score zu Labyrinthus aus dem Jahr 2008. Einem jüngeren Publikum wurde er durch die Verwendung seiner Komposition in Kill Bill – Volume 1 bekannt.
Weitere Arbeiten finden sich auf Platten von Johnny Dorelli, Anna Moffo und vor allem Mina, mit der er bei fast allen Aufnahmen zusammenarbeitete. Mehrere Male dirigierte er das Orchester beim Sanremo-Festival.

## Filmografie (Auswahl)
- 1960: Un dollaro di fifa
- 1961: I magnifici tre
- 1963: Gli eroi del West
- 1964: I gemelli del Texas

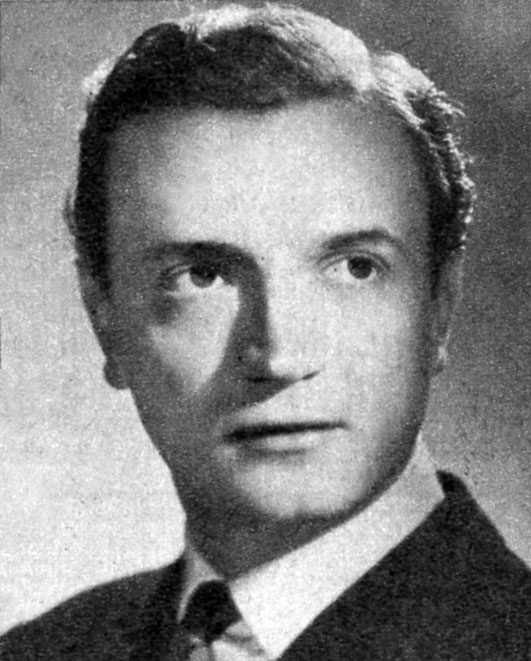
Gianni Ferrio (1957)

- 1964: Keinen Cent für Ringos Kopf (Massacro al Grande Canyon)
- 1964: Verrückter Sommer (Frenesia dell’estate)
- 1965: Ein Loch im Dollar (Un dollaro bucato)
- 1966: Ringo e Gringo contro tutti
- 1966: Tampeko – Ein Dollar hat zwei Seiten (Per pochi dollari ancora)
- 1967: Djurado
- 1967: Escondido (El Desperado)
- 1967: Wanted (Wanted)
- 1967: Die Wirtin von der Lahn (Susanne – die Wirtin von der Lahn)
- 1967: Sein Steckbrief ist kein Heiligenbild (El hombre que mató a Billy el Niño)
- 1968: Django – Unbarmherzig wie die Sonne (Sentenza di morte)
- 1968: Ringo, such dir einen Platz zum Sterben (Joe… cercati un posto per morire!)
- 1969: Friß oder stirb (Vivi o preferibilmente morti)
- 1969: Io, Emmanuelle
- 1969: Um sie war der Hauch des Todes (Los desesperados)
- 1969: Warum hab’ ich bloß 2x ja gesagt?
- 1968: Frau Wirtin hat auch einen Grafen
- 1969: Frau Wirtin hat auch eine Nichte
- 1970: Frau Wirtin bläst auch gern Trompete
- 1970: Bleigewitter (Reverendo Colt)
- 1970: Der Einsame aus dem Westen (Sledge)
- 1970: Der feurige Pfeil der Rache (L’arciere di fuoco)
- 1970: Spezialkommando Wildgänse (Appuntamento col disonore)
- 1970: Das Grauen kam aus dem Nebel (La morte risale a ieri sera)
- 1971: Das Messer (Una farfalla con le ali insanguinate)
- 1971: Zwei wilde Companeros (Viva la muerte… tua!)
- 1972: Ben und Charlie (Amico, stammi lontano almeno un palmo)
- 1973: Die geheimnisvolle Insel (L'isola misteriosa)
- 1973: Mamma mia è arrivato Così Sia
- 1973: Sing mir das Lied der Rache (Mi chiamavano 'Requiescat'… ma avevano sbagliato)
- 1973: Tödlicher Hass (Tony Arzenta)
- 1974: Der Mann ohne Gedächtnis (L’uomo senza memoria)
- 1976: Die frechen Teens drehen ein neues Ding (Classe mista)
- 1977: Der Mann aus Virginia (California)
- 1978: Heroin (Milano… difendersi o morire)
- 1978: Flotte Teens jetzt ohne Jeans (La liceale nella classe dei ripetenti)
- 1978: Flotte Teens und die neue Schulmieze (L'insegnante va in collegio)
- 1979: Der Idiotenzwinger (L'infermiera nella corsia dei militari)
- 1980: Die Schulschwänzerin (La ripetente fa l'occhietto al preside)
- 1985: Tex und das Geheimnis der Todesgrotten (Tex e il Signore degli abissi)